# Jan Remund
Jan Remund (* 10. Dezember 1968; heimatberechtigt in Wohlen) ist ein Schweizer Politiker (Grüne).

## Leben
Jan Remund studierte Geografie und Klimatologie an der ETH Zürich. Er arbeitet als Leiter des Geschäftsbereichs Energie und Klima der Meteotest AG in Bern. Er ist verheiratet, Vater von zwei Töchtern und lebt in Mittelhäusern.

## Politik
Remund war von 2006 bis 2015 Mitglied des Gemeindeparlaments von Köniz. Ab 2008 war er Fraktionspräsident der Grünen Köniz.
2021 konnte er für die zurückgetretene Madeleine Graf-Rudolf in den Grossen Rat des Kantons Bern nachrutschen. Bei den Wahlen 2022 wurde er wiedergewählt. Remund war 2021 Ersatzmitglied und ist seit 2022 Mitglied der Bau-, Energie-, Verkehrs- und Raumplanungskommission.
Remund ist Co-Präsident der Grünen Mittelland Süd. Von 2013 bis 2015 war er Vizepräsident und von 2015 bis 2020 Co-Präsident der Grünen Kanton Bern. Er ist Präsident der AEE Suisse Bern und des VCS Kanton Bern sowie Verwaltungsrat der Immo14 AG Bern.